# Kjonghje Korejská
Princezna Gyeonghye (1435-1473), před sňatkem známá jako princezna Pyeongchang, byla princezna z dynastie Čoson. Byla nejstarší dcerou Munjonga Čosona. Sloužila jako dozorce svému bratrovi Danjongovi Čosonovi, který nastoupil na trůn velmi mladý.

## Život
Princezna Gyonghye se narodila v roce 1435 korunnímu princovi Munjongovi a korunní princezně Hyeondeok, která zemřela šest let po jejím narození. Byla jmenována princeznou Pyeongchangu. V dětství byla poslána na výchovu k vládnímu ministrovi Cho Yurye, kde měla být chráněna. Munjong poté uváděla Choa jako jejího nevlastního otce.
V roce 1450 byla princezna provdána za Jeong Jonga, ale titul princezny jí zůstal nadále. Jeong byl vychováván tak, aby mohl vykonávat funkci ministra spravedlnosti. Následující rok jí otec Munjong věnoval pozemky Yeongdeok pang na vybudování nového sídla. Úředníci tento nápad kritizovali, jelikož více než 30 rodin se muselo z tohoto pozemku vystěhovat a její manžel Jeong už sídlo dávno měl. Nicméně rozhodnutí císaře se nezměnilo. V roce 1452 na trůn nastoupil její bratr a ona jej musela často hlídat a zastupovat. Brzy jej však nahradil jejich strýc Sejo.

## Za vlády krále Seja
V roce 1455 byl Jeong vyhoštěn do provincie Gyeonggi a princezna Gyeonghye onemocněla. Král Sejo se po doslechnutí o její nemoci rozhodl poslat k ní svého lékaře, aby ji vyšetřil. Princezna v té době byla těhotná, a tak král vydal prohlášení, že v případě, že porodí chlapce, bude okamžitě zabit. Královna Jeonghui s tím ale nesouhlasila a jakmile princezna synka porodila, nechala jej obléct do dívčích šatů a poslala jej na královský dvůr, kde mu byla dána výchova.
V roce 1461 byl Jeong shledán vinným za povstání proti Sejovi a byl popraven. Princezna Gyeonghye byla shledána jako spoluviník, její hodnost byla snížena na nevolnici a byla poslána do královského kláštera. Královna Jeonghui se později přimluvila, aby jí byla hodnost za dobré chování vrácena a dostala zpět své služebníky.

## Dědictví
27. prosince 1473 sepsala princezna Gyeonghye závěť, kde vše odkázala svému synovi. Dnes je tato závěť uložena v Jangseogaku na Akademii Korejského umění a historie.